# Pilea ivohibeensis
Pilea ivohibeensis là loài thực vật có hoa trong họ Tầm ma. Loài này được Leandri miêu tả khoa học đầu tiên năm 1963.